# Municipio de Burke (Dakota del Norte)
El municipio de Burke (en inglés: Burke Township) es un municipio ubicado en el condado de Mountrail en el estado estadounidense de Dakota del Norte. En el año 2010 tenía una población de 39 habitantes y una densidad poblacional de 0,42 personas por km².

## Geografía
El municipio de Burke se encuentra ubicado en las coordenadas 48°14′25″N 102°14′45″O / 48.24028, -102.24583. Según la Oficina del Censo de los Estados Unidos, el municipio tiene una superficie total de 92.52 km², de la cual 92,06 km² corresponden a tierra firme y (0,51 %) 0,47 km² es agua.

## Demografía
Según el censo de 2010, había 39 personas residiendo en el municipio de Burke. La densidad de población era de 0,42 hab./km². De los 39 habitantes, el municipio de Burke estaba compuesto por el 97,44 % blancos, el 2,56 % eran amerindios. Del total de la población el 0 % eran hispanos o latinos de cualquier etnia.